# 熱帶風暴鮑里斯 (2014年)
熱帶風暴鮑里斯（英語：Tropical Storm Boris）是一個強度較弱且場持續時間較短的熱帶氣旋，於2014年6月在特万特佩克地峡及其周邊地區帶來降雨。該季第二個獲命名的風暴，鮑里斯在6月2日晚上於墨西哥以南的一個低層低壓槽和開爾文波的相互作用發展而成。最初屬熱帶低氣壓，該系統在6月3日中午大致向北移動並增強成熱帶風暴鮑里斯。大約6小時後，鮑里斯達到風力時速75公里的最大持续风速，表明風暴僅屬弱熱帶風暴。6月4日早上，與陸地的相互作用導致風暴減弱，風暴減弱為熱帶低氣壓。當天晚上，鮑里斯退化為殘留低氣壓區，鮑里斯在6月5日於特萬特佩克灣完全消散。
當鮑里斯靠近陸地時，氣象機構發出熱帶氣旋警告，學校停課，墨西哥西南部和危地馬拉部分地區的市民需要疏散。鮑里斯的前身和風暴自身帶來大量的降雨。在墨西哥，恰帕斯州河流氾濫帶來輕微的損失，房屋部分倒塌時，有4人受傷。據報，該國1人在哈拉帕的一所高中被倒塌的樹木壓死。危地馬拉的洪災迫使198人逃離家園。一場泥石流造成5人死亡，7人受傷。總共有20宗泥石流報導，摧毀13條道路。另外還有223戶房屋受損，其中11戶損毀嚴重。在距離城市的部分主要道路被水淹沒後，克薩爾特南戈有5000多人被困。

## 氣象歷史
5月30日早上，國家颶風中心開始監測一片不穩定天氣區域，也許與东风波相關，該天氣區域位於墨西哥東南部以南數百英里處，在五天內發展為熱帶氣旋。受惠於日益有利的環境，在當天晩上擾動在48小時之內發展為熱帶氣旋的機率為中等，5月31日，該擾動的組織得有所改善，其發展機率提升至高。結合船舶觀測和衛星強度估計，6月2日晩上21時，擾動獲得足夠的組織而被認為達到熱帶低氣壓的標準。
在其後數小時內，低氣壓的組織變化不大，多個低層中心在最深層對流南側的更廣闊的環流內旋轉。然而，一對高級散射儀在6月3日早上經過，顯示出高於熱帶風暴標準的持續風速，此後，低氣壓被升格為熱帶風暴鮑里斯。儘管初步預測風暴會在水中逗留幾天，環流中心受系統以西的高層低氣壓的影響快速向北移動，鮑里斯的大部分深層對流在6月4日上午6時左右在墨西哥恰帕斯州托納拉附近上岸。然而，氣旋向北移動的速度減慢，其低層環流仍然在海上，並沒有登陸。此後，該系統在墨西哥薩利納克魯茲東北偏東約130公里退化成低壓槽。

## 防災措施和影響
隨著熱帶風暴鮑里斯靠近墨西哥西南部，上述地區接獲熱帶氣旋警告。6月2日晩上21時，瓦哈卡州薩利納克魯茲到墨西哥－危地馬拉邊界接獲熱帶氣旋觀察預警，上述觀察預警在第二天早上升級為熱帶風暴警告。熱帶風暴警告於6月4日上午9時終止。在恰帕斯州，122個市鎮接獲警報，其中4個市鎮的學校停課。除恰帕斯州之外的4個市鎮，全部都接獲“黃色”警戒，而其餘4個則接獲“橙色”警戒。全州約有16,000人撤離。瓦哈卡州的30個市鎮的教育服務暫停。國家水資源委員會（Comisión Nacional del Agua）警告居民預計在恰帕斯州和瓦哈卡州可能會有700毫米的降水、韋拉克魯斯州和塔巴斯科州有500毫米的雨、坎佩切州和金塔納羅奧州有300毫米的雨。由於危地馬拉有泥石流的威脅，9個學區的課堂暫停，影響125萬名學生。全國也發布了“橙色”和“黃色”警報。危地馬拉政府共設立了434個應急小組，負責處理山體滑坡。
鮑里斯及其前身的擾動給危地馬拉帶來大量的降水，雨量最高在馬薩特南戈達到235毫米。經過大約800米的大雨後，克薩爾特南戈的主要道路被水淹沒，有5000多人被孤立。有5人在泥石流中遇難、7人受傷，另有55人從危地馬拉撤離。共有223戶房屋受損，其中11戶嚴重損毀。據報有20次山體滑坡，破壞13條道路。有198人尋求庇護。在整個墨西哥西南部，100至200毫米的降雨量很常見，雖然在恰帕斯州特雷斯皮科斯（Tres Picos）觀察到的最高降雨量為455毫米。在該州，一些溪流氾濫，導致輕微的損失。在那裏，當房子部分倒塌時，有4人受輕傷。內地，在哈拉帕，當樹倒塌到校園時，1名高中學生死亡，另有3人受傷。總括而言，損失總額達7億比索（5,410萬美元），其中包括基礎設施投資6.89億比索（5,320萬美元）。
風暴之後，政府迅速向受害者提供援助。當局授權交付41,700塊墊，和15,000升的水。

## 外部連結
- 國家颶風中心有關鮑里斯公告的存檔 （页面存档备份，存于）
- 國家颶風中心有關鮑里斯圖像的存檔 （页面存档备份，存于）